# Nonagria grisescens
Nonagria grisescens là một loài bướm đêm trong họ Noctuidae.